# Émile Nagant
Émile Nagant (1830 – 23. prosince 1902) byl belgický konstruktér a výrobce zbraní.
Společně s bratrem Léonem založil v Lutychu dílnu jemné mechaniky, ze které později vznikla celosvětové známá zbrojovka Fabrique d'armes Émile et Léon Nagant. Postupující slepota jej přinutila z firmy odejít a ta se přejmenovala na L. Nagant & Cie, Liége.
Byl konstruktérem několika typů revolverů, mezi jinými i revolveru Nagant vz. 1887, který byl přizpůsoben pro náboje s bezdýmným střelný prachem a zaveden do služby ve Švédsku. Zkonstruoval rovněž Nagant vz. 1893, který byl užíván v Rusku a později v SSSR jako Nagant M1895 (v Polsku jako Nagant vz. 32). Navrhl i opakovací pušku, na jejímž základě Sergej Mosin vyvinul karabinu Mosin vz. 1891.